# Boris Ruiz
Alfonso Ruiz (Mataró, 1952), més conegut pel seu nom artístic Boris, és un actor de llarga trajectòria. Començà a treballar en una farmàcia als catorze anys, i fou quan l'encarregat de l'empresa el portà a una representació d'Els Pastorets a la Sala Cabanyes de Mataró, que va descobrir la seva vocació per al teatre, en el seu paper de Benjamí. Des d'aleshores ha protagonitzat més de vuitanta obres de teatre i telesèries.
Sempre vinculat a la seva ciutat, també és l'autor del cap de La Momerota, primera figura de foc que recupera la ciutat amb l'arribada de la democràcia, l'any 1979, i del cap de la Momeroteta, que va néixer l'any 1982.

## Trajectòria professional

### Teatre
Per ell com per a tants actors i directors, Els Pastorets de Mataró a la Sala Cabanyes va ser un veritable planter de joves talents teatrals. Hi va participar en altres obres com Nines i ninots, El rei que no reia, Angelina o el honor de un brigadier; Madre, el drama padre, entre d'altres. Als 22 anys va col·laborar amb Carles Maicas, director del teatre independent i semiprofessional El Casal. Maicas rebia gent del teatre de Barcelona, com Maria Aurèlia Capmany, Joan Miralles…). Aquestes tertúlies Boris Ruiz van influir sobre la seva tria per a la carrera d'actor. La seva primera actuació professional va ser a la Sala Villaroel, substituint Francesc Lucchetti. Va entrar a l'Institut del Teatre de Granollers i després es trasllada a l'Institut del Teatre de Barcelona, de la mà de Coralina Colom, mestra especialitzada en veu i cant, sense acabar els estudis.
Ha treballat, entre d'altres, amb Dagoll Dagom o la Companyia Núria Espert, i amb directors com Adolfo Marsillach, Jorge Lavelli, Mario Gas, Fabià Puigserver, Joan Lluís Bozzo, Ferran Medico, Manel Dueso, Àlex Rigola, Carme Portaceli, Alfred Lucchetti, Jordi Godall, Alberto Bokos, Herman Bonnin, o Josep Montanyès, a més d'entre d'altres. Als últims anys ha participat en Els Jugadors, de Pau Miró; Celebració, de Harold Pinter, dir. Lluís Pasqual (Teatre Lliure); L'auca del senyor Esteve, de Santiago Rusiñol, dir. Carme Portaceli (TNC). Ha col·laborat amb la Companyia Romea a Mama Medea, de Tom Lanoye, dir. Magda Puyo, i sota la direcció de Calitxo Bieito a Plataforma, de Michel Houellebecq (2006); Peer Gynt, de Henrik Ibsen (2006); El rey Lear, de William Shakespeare (2004); L'òpera de quatre rals, de B. Brecht (2002), Macbeth, de W. Shakespeare (2002), i La vida es sueño, de Calderón de la Barca (coproducció del Teatre Romea, la Compañía Nacional del Teatro Clásico, el Festival d'Edimburg i el Barbican Centre de Londres). El seu pas pels escenaris europeus és destacable. També ha participat a Celebració de H. Pinter, dir. Josep Galindo (2005); Mestres antics / Maestros antiguos, de Thomas Bernhard, dir. Xavier Albertí (2003) i a Orfeu als inferns, de J. Offenbach, dir. Joan Anton Rechi, i Woyzeck, de G. Büchner, dir. Àlex Rigola (2001), entre d'altres.

### Cinema i televisió
Ha col·laborat en pel·lícules com Atles de geografia humana (Atlas de geografía humana) (2007), d'Azucena Rodríguez (adaptació de la novel·la d'Almudena Grandes, 2006). També ha intervingut, entre d'altres, a Un día volveré (1993) i Un negre amb un saxo (1989), de Francesc Bellmunt; Makinavaja (1995), de Carlos Suárez; Adiós tiburón (1996), de Carlos Suárez; Barrios altos, de J. L. García Berlanga; Razones sentimentales (1996), d'Antonio A. Farré; La ciutat dels prodigis (1999), de Mario Camus; Els sense nom, de Jaume Balagueró; Temps afegit (2002), de Jesús Font, El joc del penjat (2008), Els ulls de la Júlia (2010), Les dues vides d'Andrés Rabadán o Catalunya Über Alles! (2011); 13 dies d'octubre (2015), La Xirgu, actriu (2015); Pàtria (2017), entre d'altres.
En televisió ha treballat en sèries i programes com Quitxalla (1981), Crònica negra (1988), La granja (1989-1991), La Lloll, Planeta imaginari, Makinavaja, Pobre noi, Estació d'enllaç (1995), Sitges (1996-1997), Nissaga de poder, Laberint d'ombres (1999), Psico Express (2002), Ventdelplà (2005-2010), Luna, el misterio de Calenda (2012), La sagrada família (2013), Laia (2016), la segona temporada de la sèrie de Merlí i Merlí: Sapere aude. També va sortir a la pel·lícula de 2020 La dona il·legal.

## Premis i accèssits
Ha rebut el Premi de la Crítica Teatral de Barcelona 1999 i 2000 a la Millor Interpretació per La Presa, dir. Manel Dueso, i per La vida es sueño, dir. Calixto Bieito. Va rebre l'accèssit del Sitges Teatre Internacional pel monòleg Agnès, dir. Santi Sans, i el Premi de l'Associació d'Actors al millor Actor de Televisió. El 2012 va rebre el Premi Butaca al millor actor de repartiment per l'obra Els jugadors.